# Restio bifidus
Restio bifidus là một loài thực vật có hoa trong họ Restionaceae. Loài này được Thunb. miêu tả khoa học đầu tiên năm 1803.